# De Ware Volksstem
De Ware Volksstem is een katholiek en Vlaamsgezind polemisch weekblad in Brugge, uitgegeven door Modest Delplace tussen 1872 en 1889.

## Geschiedenis
Het weekblad werd gesticht door Modest Delplace (1832-1884). Hij had gedurende enkele jaren gewerkt in de drukkerij van zijn vader Amand Delplace-Beernaert (1810-1890) maar in 1869 vestigde hij zich zelfstandig. Hij stichtte na een paar jaar De Ware Volksstem. De krant richtte zich naar lezers binnen de stad Brugge, terwijl hij meteen ook nog een tweede weekblad stichtte, onder de naam 't Noorden van Brugge, bestemd voor de landelijke bewoners in de Brugse periferie.
Het situeren van de krant als Vlaams en katholiek was logisch. Delplace was immers de uitgever voor Vlaamsgezinde jongeren, zoals Albrecht Rodenbach, Zeger Malfait en Amaat Vincke en voor hun studentenbladen zoals De Vlaamsche Vlagge en Het Pennoen. Tegelijk gaven ze ook veel werk uit van leden van de clerus, zoals Adolf Duclos, Gerard van Caloen en Lodewijk Van Haecke.
In 1870 had hij 't Jaer 30, de krant van Guido Gezelle overgenomen en de titel ervan gewijzigd in 't Jaer 70.
De stichting van De Ware Volksstem viel samen met het vertrek uit Brugge van Guido Gezelle en het einde van diens medewerking aan Brugse bladen. In de plaats kon Delplace rekenen op Adolf Duclos en andere leden van de clerus. Het is nochtans waarschijnlijk dat wat in de kranten uitgegeven door Delplace verscheen, grotendeels door hemzelf werd neergepend.
In de niet al te talrijk bewaarde nummers van De Ware Volksstem blijkt de Vlaamse en katholieke strekking van de krant. Er werd hevige polemiek gevoerd tegen de liberale burgemeester Jules Boyaval en tegen de door hem uitgevoerde uitgaven voor een goddeloze stadsschouwburg en voor een Franstalige meisjesschool. De burgemeester werd ook in ongunstige zin in verband gebracht met de failliete Bank Dujardin, waar hij familiebanden mee had. In verkiezingsperioden, werd de draak gestoken met liberale kandidaten, onder meer met Paul Devaux. In 1876 werd victorie gekraaid toen de katholieke partij eindelijk de meerderheid verwierf in Brugge en Amedée Visart de Bocarmé de nieuwe burgemeester werd.
In 1885 had vader Delplace zijn drukkerij en de door hem uitgegeven kranten overgelaten aan de drukker Emiel Bonte. Modest Delplace had al in 1883 zijn drukkerij overgelaten aan Alfons Van Mullem, die in 1884 't Jaer 70 stopzette en op zijn beurt in 1889 zijn drukkerij overliet aan Emiel Bonte. De verschillende kranten van vader en zoon Delplace waren nu allen in dezelfde hand, en verdwenen stilaan, nog voor het einde van de eeuw. Alleen De Stad Brugge bleef verschijnen tot aan de Eerste Wereldoorlog.